# Itanagra
Itanagra är en kommun i Brasilien.   Den ligger i delstaten Bahia, i den östra delen av landet, 1 100 km öster om huvudstaden Brasília. Antalet invånare är 7 591.
Omgivningarna runt Itanagra är huvudsakligen savann. Runt Itanagra är det glesbefolkat, med 14 invånare per kvadratkilometer.